# Konono N°1
Konono Nº1 är en Grammynominerad musikgrupp från Kinshasa i Kongo-Kinshasa. De spelar en till stora delar elektronisk populärmusik med rötter i kongolesisk dansmusik. De tillverkar i stor utsträckning sina instrument, högtalare och förstärkare själva av skrot.

## Historik
Gruppens hela namn är egentligen L'orchestre folklorique T.P. Konono Nº1 de Mingiedi, T.P. (där T.P. står för tout puissant, ungefär "allsmäktig", och är en homage till den kongolesiska musikern Franco, vars band kallades T.P. OK Jazz). Bandet startades av Mawangu Mingiedi som spelar likembé (ett slags mbira) och till yrket var lastbilschaufför. Mingiedi tillhör befolkningsgruppen Zombo (eller Bazombo), som ursprungligen kommer från ett område nära gränsen till Angola. I Konono Nº1 finns ytterligare två likembéspelare, och de har låtit sig inspireras av traditionell Zombomusik.
Det är inte helt klarlagt när gruppen grundades. Crammed Discs, som släppte gruppens album Congotronics 2005, förlägger grundandet till 1960-talet. År 1978 spelade gruppen in låten "Mungua-Muanga" till samlingsalbumet Zaire: Musiques Urbaines a Kinshasa. Gruppen har influerat många andra artister i Kongo och resten av världen.
Första gången Konono Nº1 spelade utanför Afrika var 2003 då de turnerade i Nederländerna. Sedan dess har de turnerat ett flertal gånger i både Europa och Nordamerika. De samarbetade med den isländska artisten Björk med låten "Earth Intruders" på albumet Volta (2007). Deras album Live At Couleur Café nominerades till en Grammy 2008.